# Johanna Quandt
Johanna Quandt, nascida Johanna Bruhn (Berlim, 21 de junho de 1926 — Bad Homburg, 3 de agosto de 2015) foi uma industrial alemã, viúva do industrial Herbert Quandt e uma das mulheres mais ricas da Alemanha.
Johanna Quandt trabalhou na década de 1950 como assistente de Herbert Quandt. Em 1960 ela se tornou sua terceira esposa. Após a morte de Herbert em 1982, Johanna Quandt herdou o império de bilhões e continuou gerar os investimentos corporativos. Somente no montadora BMW,  ela e seus filhos Susanne Klatten e Stefan Quandt seguraram quase 47 por cento das ações ordinárias. Isto resultou em, de acordo com as contas anuais de 2014 da BMW, pagamentos de dividendos de cerca de 815 milhões de euros. Além disso, Quandt foi temporariamente um membro do Conselho de Administração da fabricante de automóveis. Foi depois da sua filha Susanne Klatten, a mulher mais rica na Alemanha.